# Авдулово
Авду́лово — село Воскресенского сельсовета Данковского района Липецкой области России.

## История
Село Авдулово (Ивановское Птанское тож) образовалось в Данковском уезде между 1678 и 1719 годами на месте Дикого поля на реке Птань, отмежёванного Тихону да Дементью Семеновым детям Авдуловым в 1678 году от разных помещиков.
Первоначально заселялось оно, скорее всего, крестьянами села Алитова Веневского уезда, часть которого принадлежала Дементию Семенову сыну Авдулову.
Впервые село Ивановское упоминается в ревизской сказке этого села 19 июня 1719 года. По первой ревизии село числится за четырьмя помещиками:
- за Артемьем Ивановым сыном Владычиным (внуком Дементия Семенова сына Авдулова по его дочери Ульяне) за которым числилось 7 мужских душ дворовых людей;
- за комиссаром Федором Трифоновым сыном Евлахова (зятем Дементия Семенова сына Авдулова по его дочери Настасье) за которым числилось 12 мужских душ дворовых людей;
- за Данилом Яковлевым сыном Апраксиным Вердеревским (мужем Анисьи Силичны Бакеевой внучки Дементия Семенова сына Авдулова) за которым числилось 8 мужских душ дворовых людей;
- за драгуном Васильем Григорьевым сыном Авдуловым (внуком Дементия Семенова сына Авдулова по его сыну Григорию) за которым числилось 47 мужских душ дворовых людей, скотников и поляк[4].

Между 1 и 2 ревизиями разные помещики переводили в село Ивановское дворовых и крестьян из разных мест, а именно из села Тетерина Веневского уезда, из сельца Дубни (Дубков) Коломенского уезда, из деревни Глухорево Ржевского уезда, из деревни Горенцово Зарайского уезда, из деревни Костино Владимирского уезда, из деревни Бозарово Каширского уезда, из деревни Дудылово Каширского уезда.
Всего по второй ревизии (1744—1747 годы) в селе Ивановском значится 146 мужских душ дворовых людей и крестьян.
После губернской реформы Екатерины II 1775 года село Ивановское Авдулово тож было передано из Данковского уезда Елецкой провинции Воронежского уезда в Ефремовский уезд Тульского наместничества (а позднее Тульской губернии). В описании Ефремовского уезда 1776 года есть запись: «село Ивановское, Авдулово тож, 46 дворов».
В селе была церковь святаго великомученика Иоанна Воина, построенная до 1719 года. Вместо первоначального деревянного храма в 1759 году заложен был каменный, оконченный постройкою в 1765 году. Храмостроителем был помещик Василий Семенович Плахов. В приход храма святого Иоанна Воина села Авдулово входили также сельцо Знаменское и сельцо Алексеевское и деревни Новолаврово, Николаевка, Плахово, Свинушки, Дурово и Хутора. Иоанно-Воиновский храм был закрыт в 1930-х годах.
Бывший административный центр центр Авдуловского сельсовета.

### Название
- Авдулово — от фамилии первых владельцев помещиков Авдуловых.
- Ивановское — по церкви, построенной в селе во имя святого великомученика Иоанна Воина.
- Птанское — по реке Птань, на которой расположено село.

## Население
| 2010 |
| ---- |
| 150  |